# Светско првенство у пливању 2015 — 400 м мешовито за жене
Такмичење у пливању у дисциплини 400 метара мешовитим стилом за жене на Светском првенству у пливању 2015. одржало се 9. августа (квалификације и финале) као део програма Светског првенства у воденим спортовима. Трке су се одржавале у базену Казањске арене у граду Казању (Русија).
За трке је било пријављено укупно 35 такмичарки из 27 земаља. Титулу светског првака из 2013. са успехом је одбранила мађарска пливачица Катинка Хосу која је у финалу тријумфовала са 1,32 секунде предности испред другопласиране Американке Маје Дирадо. Бронзану медаљу освојила је пливачица из Канаде Емили Оверхолт.
Српска пливачица Ања Цревар учествовала је у квалификацијама где је заузела укупно 26. место испливавши своју трку за 4:50,04 минута.

## Освајачи медаља
|                    | Резултат |                   | Резултат |                      | Резултат |
|                    |          |                   |          |                      |          |
| Катинка Хосу (HUN) | 4:30,39  | Маја Дирадо (USA) | 4:31,71  | Емили Оверхолт (CAN) | 4:32,52  |

## Званични рекорди
Пре почетка такмичења званични свестки рекорд и рекорд шампионата у овој дисциплини су били следећи:
| Рекорд                     | Име                | Резултат | Место             | Датум         |
| -------------------------- | ------------------ | -------- | ----------------- | ------------- |
| Светски рекорд             | Је Шивен (CHN)     | 4:28,43  | Лондон (Енглеска) | 28. јул 2012. |
| Рекорд светских првенстава | Катинка Хосу (HUN) | 4:30,31  | Рим (Италија)     | 26. јул 2009. |

У овој дисциплини на овом СП постављен је нови национални рекорд Канаде (у финалној трци).

## Земље учеснице
За трке на 400 метара мешовитим стилом било је пријављено укупно 35 такмичарки из 27 земаља, а свака од земаља могла је да пријави максимално два такмичара по утрци.
| - Аргентина (1) - Аустралија (2) - Аустрија (1) - Бразил (1) - Велика Британија (2) - Вијетнам (1) - Јапан (2) | - Јужна Кореја (1) - Канада (2) - Кина (2) - Мађарска (2) - Мексико (1) - Немачка (1) - Панама (1) | - Португал (1) - Салвадор (1) - САД (2) - Словенија (1) - Србија (1) - Тајланд (1) - Турска (1) | - Узбекистан (1) - Француска (2) - Чешка (1) - Швајцарска (1) - Шведска (1) - Шпанија (1) |

## Квалификација
У квалификацијама се пливало у 4 квалификационе групе, а сваку од група чинило је по 10 пливачица, изузев прве групе у којој је пливало 5 такмичарки. Пласман у финале обезбедило је 8 пливача који су у квалификацијама остварили најбоља времена.
Квалификационе трке пливане су 9. августа у јутарњем делу програма, са почетком у 10:00 по локалном времену.
| ПЛ. | Трка | Стаза | Пливач                | Репрезентација   | Време   | Нап. |
| --- | ---- | ----- | --------------------- | ---------------- | ------- | ---- |
| 01. | 4    | 4     | Катинка Хосу          | Мађарска         | 4:32,78 | КВ   |
| 02. | 4    | 7     | Барбора Завадова      | Чешка            | 4:35,60 | КВ   |
| 03. | 4    | 8     | Емили Оверхолт        | Канада           | 4:35,86 | КВ   |
| 04. | 3    | 4     | Хана Мајли            | Велика Британија | 4:36,11 | КВ   |
| 04. | 3    | 3     | Маја Дирадо           | САД              | 4:36,11 | КВ   |
| 06. | 4    | 6     | Сакико Шимицу         | Јапан            | 4:36,16 | КВ   |
| 07. | 4    | 3     | Ејми Вилмот           | Велика Британија | 4:36,82 | КВ   |
| 08. | 3    | 2     | Лара Гранжон          | Француска        | 4:38,20 | КВ   |
| 09. | 3    | 0     | Ања Клинар            | Словенија        | 4:38,39 |      |
| 10. | 3    | 8     | Nguyễn Thị Ánh Viên   | Вијетнам         | 4:38,78 |      |
| 11. | 4    | 2     | Жужана Јакабош        | Мађарска         | 4:38,94 |      |
| 12. | 4    | 5     | Елизабет Бејзел       | САД              | 4:38,96 |      |
| 13. | 3    | 6     | Керин Макмастер       | Аустралија       | 4:39,05 |      |
| 14. | 3    | 1     | Сидни Пикрем          | Канада           | 4:40,60 |      |
| 15. | 3    | 5     | Је Шивен              | Кина             | 4:42,96 |      |
| 16. | 2    | 3     | Чихиро Игараши        | Јапан            | 4:43,06 |      |
| 17. | 2    | 5     | Франциска Хентке      | Немачка          | 4:43,51 |      |
| 18. | 2    | 4     | Нам Јо-сун            | Јужна Кореја     | 4:43,83 |      |
| 19. | 3    | 7     | Жоана Марањао         | Бразил           | 4:44,40 |      |
| 20. | 4    | 0     | Беатриз Гомез Кортес  | Шпанија          | 4:44,51 |      |
| 21. | 4    | 1     | Теса Волас            | Аустралија       | 4:44,93 |      |
| 22. | 2    | 2     | Јердис Стајнегер      | Аустрија         | 4:45,50 |      |
| 23. | 3    | 9     | Фантин Лесафр         | Француска        | 4:46,06 |      |
| 24. | 2    | 8     | Ранохон Аманова       | Узбекистан       | 4:47,85 |      |
| 25. | 4    | 9     | Стина Гардел          | Шведска          | 4:48,65 |      |
| 26. | 2    | 1     | Ања Цревар            | Србија           | 4:50,04 |      |
| 27. | 2    | 6     | Џоу Мин               | Кина             | 4:50,36 |      |
| 28. | 2    | 0     | Вирхинија Бардач      | Аргентина        | 4:51,59 |      |
| 29. | 2    | 9     | Мартина ван Беркел    | Швајцарска       | 4:51,79 |      |
| 30. | 1    | 4     | Фијангхван Павапотако | Тајланд          | 4:53,15 |      |
| 31. | 2    | 7     | Викторија Каминскаја  | Португал         | 4:53,47 |      |
| 32. | 1    | 5     | Гизем Боскурт         | Турска           | 4:56,39 |      |
| 33. | 1    | 6     | Марија Фар Нуњез      | Панама           | 5:05,55 |      |
| 34. | 1    | 3     | Хеорхина Гонзалез     | Мексико          | 5:05,62 |      |
| 35. | 1    | 2     | Ребека Кинтерос       | Салвадор         | 5:17,71 |      |

Напомена: КВ - квалификација за финале

## Финале
Финална трка пливана је 9. августа са почетком у 18:49 по локалном времену.
| ПЛ. | Стаза | Пливач           | Репрезентација   | Време   | Нап. |
| --- | ----- | ---------------- | ---------------- | ------- | ---- |
|     | 4     | Катинка Хосу     | Мађарска         | 4:30,39 |      |
| 2   | 2     | Маја Дирадо      | САД              | 4:31,71 |      |
| 3   | 3     | Емили Оверхолт   | Канада           | 4:32,52 | НР   |
| 4.  | 6     | Хана Мајли       | Велика Британија | 4:34,79 |      |
| 5.  | 5     | Барбора Завадова | Чешка            | 4:36,73 |      |
| 6.  | 7     | Сакико Шимицу    | Јапан            | 4:37,19 |      |
| 7.  | 1     | Ејми Вилмот      | Велика Британија | 4:38,75 |      |
| 8.  | 8     | Лара Гранжон     | Француска        | 4:40,98 |      |

Напомена: НР - национални рекорд